# 502 Sigune
502 Sigune
502 Sigune là một tiểu hành tinh ở vành đai chính. Nó được Max Wolf phát hiện ngày 19.01.1903 ở Heidelberg, và được đặt theo tên Sigune, một nhân vật trong thiên hùng ca Titurel của Wolfram von Eschenbach.